# Kerasiá (Arcadie)
Kerasiá (grec moderne : Κερασιά) est une localité située dans le dème de Tripoli, dans le district régional d'Arcadie, dans la périphérie du Péloponnèse, en Grèce.
Selon le recensement de 2021, elle compte 86 habitants.
La forêt de Skirítida s'étend au sud du village.